# Музей холодной войны (Москва)
Музе́й холо́дной войны́ (экспозицио́нный ко́мплекс Бу́нкер-42) — военно-исторический музей и развлекательный комплекс в Москве в 5-м Котельническом переулке рядом со станцией метро «Таганская». Основан в 2006 году. Расположен в подземном бункере площадью более 7000 м² на глубине 65 метров на территории бывшего засекреченного военного объекта СССР — Запасного командного пункта дальней авиации (Объект № 20).

## История

### История сооружения
Проектирование подземного бункера в центре Москвы началось в 1945 году в связи с разработкой атомной бомбы в США. По личному заданию Иосифа Сталина советские учёные приступили к разработке собственного ядерного оружия и средств защиты от него.
Осенью 1947 года учёные института «Метрогипротранс» подготовили технический проект бункера. Он получил кодовое название «Объект 02» (ЧЗ-293) и должен был находиться поблизости от Кремля (в районе Таганского холма), чтобы в случае начала ядерной войны с США Сталин и советское правительство могли быстро добраться до убежища и продолжать управлять государством и армией. При проектировании использовались чертёжные индексы «ЧЗ-572» и «ЧЗ-293», при этом в графе «сооружение» писали «Понизительная подстанция 1-го участка». По данным В. С. Гоника, строительство велось силами заключённых.
После первых испытаний атомной бомбы в СССР, состоявшихся в 1949-м, появились чёткие требования к противоядерным бункерам: глубина от 60 метров, прочные чугунные тоннели, срок эксплуатации — 400 лет. Строительство объекта в Москве началось в 1950 году. Подземный комплекс строили по той же технологии, которая использовалась при строительстве Московского метрополитена. Его тоннели были связаны двумя вестибюлями со станцией «Таганская» Кольцевой линии. Первый вестибюль, созданный для снабжения объекта, вёл в тоннель между «Курской» и «Таганской», второй — непосредственно к техническим помещениям метрополитена и к самой станции, откуда можно было выйти на Кольцевую линию и на поверхность города.
В 1952 году завершилось строительство основных конструкций бункера, летом 1953-го — монтаж систем жизнеобеспечения. Весной 1954 года к работе на объекте приступили связисты, ответственные за прокладку коммуникаций и монтаж аппаратуры.
В 1956 году объект был принят государственной комиссией и передан Министерству обороны СССР. Его площадь составила более 7000 м². После смерти Сталина его было решено переделать под пункт управления Штаба дальней авиации. В бункере работали посменно военные и гражданские специалисты, поддерживавшие работу оборудования связи и систем жизнеобеспечения. В случае боевой тревоги во время учений на объект спускались четыре смены, способные осуществлять боевое дежурство и обеспечивать работу Штаба дальней авиации.
В середине 1950-х годов в бункере размещалось оборудование и устанавливалась связь с новыми полками и дивизиями стратегических бомбардировщиков по всей стране. Министерство связи СССР отвечало за передачу секретных правительственных и военных засекреченных сообщений, а также за связь с радиоцентрами в Советском Союзе и странах Варшавского договора.
В 1960-е годы бункер был полностью оснащён на случай возможного ядерного удара: в нём хранились запасы продуктов, топлива, были оборудованы две артезианские скважины с питьевой водой. Системы очистки воздуха могли обеспечить боевое дежурство личного состава в течение длительного времени. В 1962 году, в разгар Карибского кризиса, объект работал в автономном режиме в ожидании ядерного удара по Москве: в это время на его территории дежурило до 2500 человек.
На рубеже 1970—1980-х годов было принято решение о реконструкции бункера по техническим причинам: повреждение гидроизоляции с последующим затоплением объекта водой, неавтоматические приводы гермодверей, износ дизель-генераторов и систем вентиляции. К середине 1980-х годов помещение освободили от оборудования: его собирались переоснастить для нужд телеграфа. После окончания холодной войны и нормализации отношений между Россией и Западом военное предназначение объекта утратило свою актуальность, и в 2000 году он был полностью рассекречен.

### Создание музея
В 2006 году бывший бункер выкупила компания «Новик-Сервис». Началась реставрация помещений: от бывшего секретного объекта остались бронированные гермодвери и стальная обшивка стен. После реставрации экспонаты для будущего музея холодной войны пришлось собирать по воинским частям и складам. Из внутреннего убранства военного объекта сохранились только старый телефон и портрет Карла Маркса. В некоторых местах бункера слышен гул проезжающих мимо поездов метрополитена, хотя в настоящее время прямого сообщения с метро он не имеет, тоннель завален и заблокирован железобетонной пломбой.
Первые посетители музея, начавшего свою работу в 2006 году, получали билет в виде ярко-красного пропуска Министерства обороны СССР с фотографией неизвестного в противогазе и по правилам экскурсии должны были надеть на себя плащ-палатку.
В 2007 году в музее проходили съёмки триллера режиссёра Родиона Нахапетова «Заражение», главную роль в котором сыграл голливудский актёр Эрик Робертс. В 2008-м в музее состоялись презентация постапокалиптического романа Дмитрия Глуховского «Метро 2033» и мировая премьера компьютерной игры Red Alert 3. Здесь же проводились съёмки боевика «СМЕРШ-XXI» по одноимённому роману российского писателя-фантаста Василия Головачёва. Так бункер стал развиваться не только как музей, но и как культурный центр.
Посетить музей можно только в составе экскурсии – сборной или индивидуальной. На выбор несколько временных и тематических маршрутов – например, «Спецобъект», «Карибский кризис», «Легенды истории» и др.
На площадке музея также проводятся мастер-классы НВП, уроки истории для школьников, квесты и игры, творческие вечера художников и писателей-фантастов, съёмки документальных и художественных фильмов и телерепортажей.

### Экспозиция
Основной элемент экспозиции музея — сам подземный бункер, в котором сохранена исторически сложившаяся архитектура его коридоров и залов. На территории музея работают инженерные помещения, кинозал, копия центрального командного пункта, экспозиционный зал, столовая, развлекательная зона.
В экспозиционном зале представлены советские радиостанции середины XX века, костюмы химической защиты, противогазы, счётчик Гейгера, советские агитплакаты. Каждый посетитель получает стилизованный ярко-красный пропуск советского Министерства обороны со своим именем и фотографией неизвестного в противогазе. Также в музее транслируются документальные фильмы, посвящённые истории СССР периода холодной войны.
Музей участвует в национальной президентской программе «Маршруты Победы». Помимо индивидуальных посетителей и экскурсионных групп, его по приглашению Министерства обороны, Министерства иностранных дел РФ и других государственных ведомств посещают международные делегации политиков, студентов и молодёжи.
Экскурсии
- Объект ЧЗ-293
- Особый протокол
- Бункер Сталина
- Спецобъект на Таганке
- Противостояние
- Урок в музее
- Soviet Russia
- Карибский кризис
- Гриф снят
- КМБ
- Зарница в Бункере[17].

## Описание сооружения

### Оголовок («купол»)
Здание, маскирующее основной вход в бункер, носит декоративную функцию. Один из тупиковых коридоров бункера граничит с жилым домом, в котором в сталинскую эпоху проживали советские военачальники. Под кирпичными стенами спрятан бетонный оголовок. Изначально он предназначался для защиты шахты от крупнокалиберного оружия и ударной волны ядерного взрыва. Толщина стен оголовка составляет 6 метров, а массивный фундамент защищает его от перемещений, вдавливания и действия ударной волны. Внутри оголовка установлено ещё несколько средств защиты. В защитном коридоре находятся две сдвижные двери толщиной 40 сантиметров и шириной 1,5 метра каждая, изнутри залитые бетоном. Они закрываются автоматически по ходу движения возможной ударной волны, чтобы их не мог открыть воздушный поток. Длинный первый коридор направляет ударную волну параллельно двери во избежание повышение давления на входе. Коридоры продолжаются тупиками для отвода ударной волны мимо дверей. «Продух» в виде колодца в тупике второго коридора, закрытый заглушкой и предназначенный для вывода волны наверх и наружу. Также мог использоваться в качестве запасного выхода из бункера. Узкие коридоры с поворотами и ответвлениями для ослабления волны в несколько раз даже при открытых дверях. Коридор в форме лабиринта также сооружён для защиты от проникающей радиации: два его поворота снижают интенсивность излучения до 500—1000 раз от уровня на входе.
Большая масса бетона в оголовке способствует большей прочности постройки, защищает от радиации и скоростного напора. Лестница и лифт отделены несколькими внутренними КПП и четырьмя порталами с двумя защитными и двумя герметическими дверями. Помимо входа, внутри оголовка расположены два подвальных этажа с вентиляционными установками и помещение для сменных фильтров. Здесь же находятся первые марши лестницы, соединяющие все три этажа оголовка.
- План защитного оголовка, 2011
- Фойе, КПП и вход в оголовок через металлоискатель, 2011
- Первый коридор оголовка, 2011
- КПП в тупике оголовка, 2011
- Первая силовая дверь (не действует), 2011
- Второй коридор и вторая (действующая) силовая дверь
- Продух в оголовке, 2011
- Герметичные двери, 2011
- Технический этаж оголовка, 2011
- Вход с лестницы в помещение для фильтров, 2011

### Шахта и бункер
Оголовок соединён с объектом вертикальной шахтой диаметром 6 метров и глубиной более 60 метров, оснащённой лифтом, лестницей и коммуникациями. Двухмаршевая лестница длиной в 310 ступенек разбита на 18 этажей вниз от поверхности. Средняя высота ступеньки составляет 20 сантиметров, ширина — 25 сантиметров. Размер лестничной клетки составляет 8 м² (2 на 4 метра), что меньше, чем в стандартной «хрущёвке», при этом высота потолков превышает 3 метра.
Бункер состоит из четырёх блоков-тоннелей диаметром 9,5 м каждый и общей площадью более 7000 м². Они находятся примерно на одном уровне, расположены параллельно друг другу и соединены между собой переходами.
- Макет шахты в разрезе, 2011
- Лестница шахты, 2011
- На нижнем уровне, 2011
- Макет шахты запасного выхода, 2011
- КПП в переходе из шахты в командный пункт, 2011
- Блок № 1, 2011
- Один из коридоров бункера, 2011
- Экскурсия в подземной части, 2011
- Экскурсанты за пультом управления, 2011

## Ядерные испытания подобных сооружений
- РДС-1. 29 августа 1949 года (Семипалатинский полигон): заряд 22 кт на башне на высоте 30 м. Под башней были построены три штрека небольшого размера с разным типом крепления из железобетона и металла на глубинах 10, 20 и 30 метров, лучами расходящиеся от эпицентра. От штреков на поверхность вели стволы с небольшими железобетонными оголовками, все на расстоянии 52 м от эпицентра[21]. При взрыве все оголовки провалились, стволы были раздавлены, а штреки обрушились на глубине 10 и 20 метров; для изучения шахты пришлось почти полностью заново отстроить. Все подопытные животные в сооружениях на всех глубинах погибли[22][23]. Скорость распространения светящегося фронта ударной волны в радиусе 50 метров от центра взрыва составляла 14 км/с[24] при давлении фронта около 200 МПа (~2000 атмосфер)[25], что достаточно для разрушения любых самых прочных сооружений. Один из первоначальных проектов строительства полигона в 1946 году предусматривал другой, возможно более адекватный для близкого атомного взрыва вариант эпицентральных сооружений. Предполагалось возвести пять штреков на глубинах 10, 20, 30, 40 и 50 метров с выходом через один ствол на расстоянии 100 метров от центра испытательного поля[26], что могло бы более точно продемонстрировать, на каких расстояниях от эпицентра и глубинах сооружение типа метро устоит от разрушения и спасёт живые существа.
- РДС-2. 24 сентября 1951 года: заряд 38 кт на башне на высоте 30 метров. На расстоянии 235 м от эпицентра построен мощный оголовок[27] и ствол, ведущий в подземное убежище типа метро на глубине 18 метров со стенками из чугунных тюбингов и монолитного железобетона. Под воздействием взрыва сооружение получило небольшие деформации. Считалось, что подобная постройка сможет выдержать атомный взрыв на расстояниях не ближе 150 метров[28]. Давления ударной волны взрыва 38 кт на расстоянии 235 метров ~1,5 МПа, 150 метров ~5 МПа.
- РДС-37. 22 ноября 1955 года: воздушный взрыв авиабомбы 1,6 Мт на высоте 1,6 километра. В районе предполагаемого эпицентра построены несколько подземных сооружений типа метро на глубинах от 10 до 50 м[29], что было похоже на первоначальный проект для испытания РДС-1. Благодаря достаточной высоте взрыва ударная волна в эпицентре не имела чрезмерно разрушительной силы (0,3—0,5 МПа), сооружения остались нетронутыми, животные в них не пострадали[30].